# Ethmia bicolorella
Ethmia bicolorella is een vlinder uit de familie grasmineermotten (Elachistidae). De wetenschappelijke naam van deze soort is voor het eerst geldig gepubliceerd in 1879 door Guenée.
De soort komt voor in tropisch Afrika.